# Бартлет (Тексас)
Бартлет (енгл. Bartlett) град је у америчкој савезној држави Тексас. По попису становништва из 2010. у њему је живело 1.623 становника.

## Демографија
Према попису становништва из 2010. у граду је живело 1.623 становника, што је 52 (3,1%) становника мање него 2000. године.
| Група             | 2000.       | 2010.       |
| Белци             | 809 (48,3%) | 601 (37,0%) |
| Афроамериканци    | 301 (18,0%) | 209 (12,9%) |
| Азијати           | 1 (0,1%)    | 10 (0,6%)   |
| Хиспаноамериканци | 554 (33,1%) | 793 (48,9%) |
| Укупно            | 1.675       | 1.623       |